# 施洛斯格拉本巴赫河 (比爾斯河支流)
47°27′02″N 7°35′53″E / 47.45046°N 7.59805°E
施洛斯格拉本巴赫河是瑞士的河流，位於該國西北部，流經巴塞爾鄉村州，屬於比爾斯河的左支流，河道全長0.9公里，發源自普費芬根以南，河口處在杜金根西南面。